# زوندربيهاندلونج

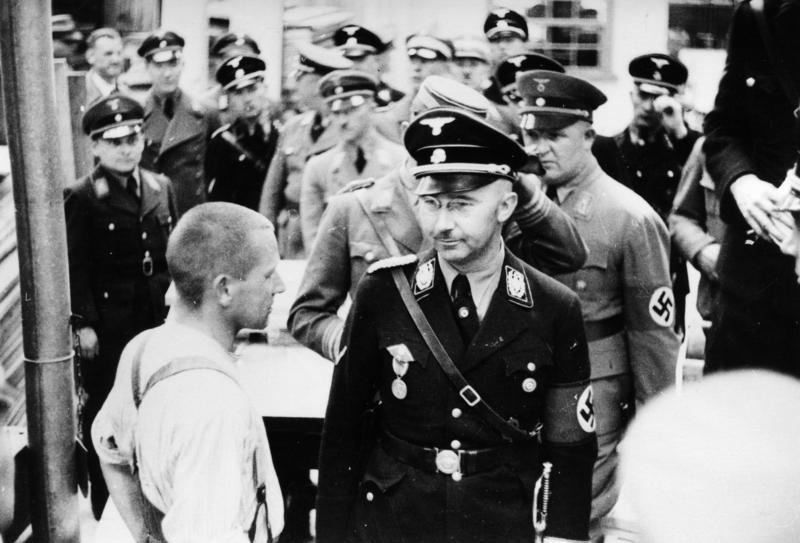
هيملر (في المقدمة، بجانب السجين) يزور معسكر الاعتقال داكاو في عام 1936

Sonderbehandlung (تُلفظ بالألمانية: [ˈzɔndɐbəˌhandlʊŋ]، معاملة خاصة)  هي أي نوع من المعاملة التفضيلية، ولكنها تُعرف في المقام الأول كتلطيف التعبير عن القتل الجماعي الذي يستخدمه الموظفون النازيون وشوتزشتافل، الذين يستخدمون بشكل عام الاختصار SB في التوثيق. ظهرت لأول مرة خلال أكتيون تي4، حيث قتل أطباء شوتزشتافل المرضى والمرضى العقليين والمعاقين بين عامي 1939 و1941، وكان واحدًا من عدد من الكلمات غير المحددة التي استخدمها النازيون لتوثيق القتل الجماعي والإبادة الجماعية. مثال آخر ملحوظ هو Sonderbehandlung 14f13.
تم استخدام هذا المصطلح أيضًا للإشارة بشكل غير دقيق إلى المعدات المستخدمة لارتكاب جرائمهم، مثل غرف الغاز وزيكلون ب كان المعنى الحقيقي لـ Sonderbehandlung معروفًا على نطاق واسع في SS، وفي أبريل 1943، كان زعيم الرايخ إس إس هاينريش هيملر قلقًا جدًا بشأن أمنه لدرجة أنه تم تنقيحه في تقرير سري.
يذكر بيريل لانج أنه تم استخدام لغة مقنعة «... ليس فقط في الاتصالات الصادرة للجمهور اليهودي عندما كان نية أولئك الذين أصدروا الاتصالات خداع اليهود من أجل تقليل احتمالية المقاومة، ولكن أيضًا في العناوين الخارجية العالم، وربما بشكل أكثر أهمية، في الاتصالات الداخلية أيضًا، بين المسؤولين الذين يعرفون بلا شك (الذين كانوا أنفسهم في بعض الأحيان مسؤولون عن) البدائل اللغوية المنصوص عليها في قواعد اللغة».

## خلفية

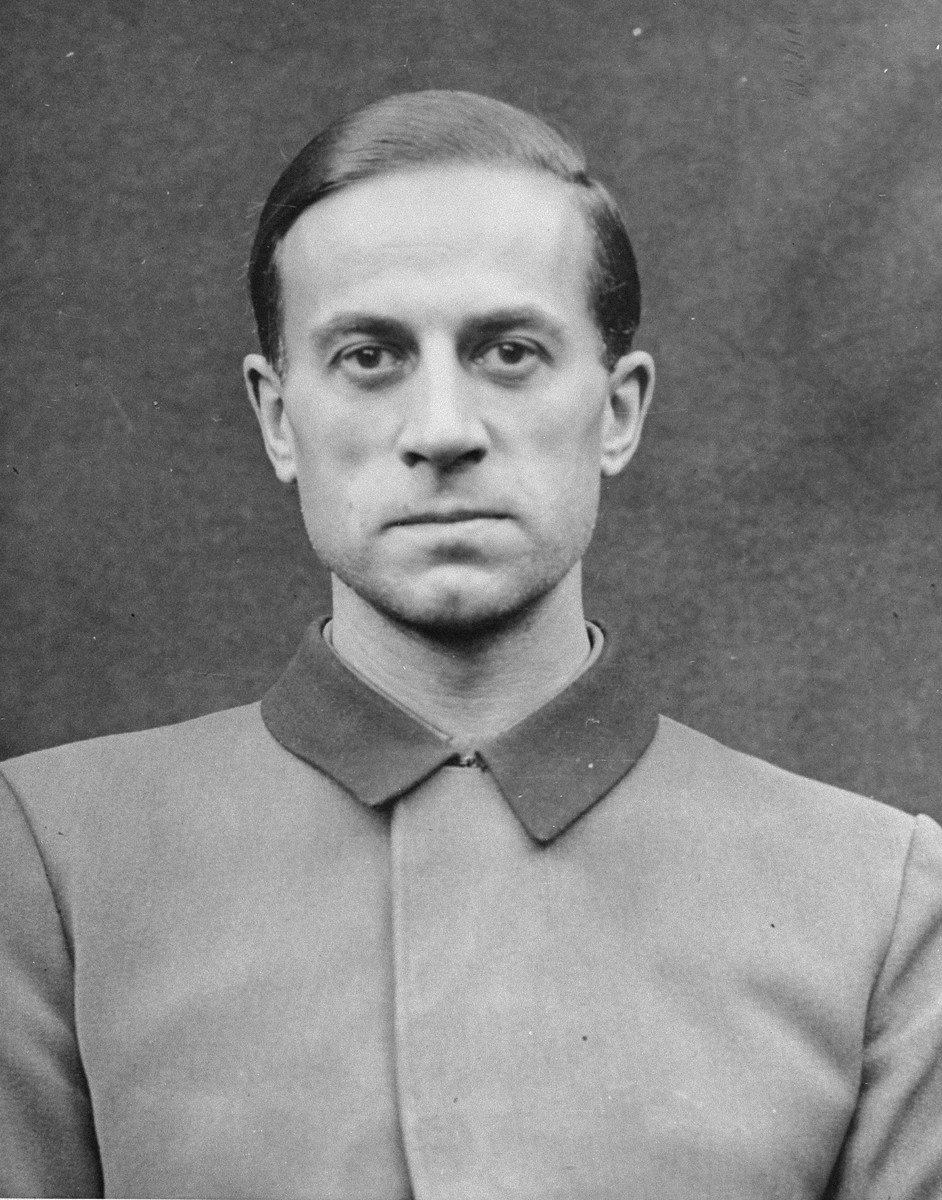
الدكتور كارل براندت، الطبيب الشخصي لهتلر ومنظم أكتيون تي4 للقتل الرحيم

بحلول صيف عام 1941، أصبحت أكتيون تي4 معروفة بشكل واسع الانتشار في ألمانيا (وأيضًا في البلدان المحايدة وأعداء ألمانيا)، وفي 24 أغسطس 1941، أمر هتلر الرئيس المشترك للعملية الدكتور كارل براندت بوقفها بسبب احتجاج عام (ومع ذلك استمر، ليس فقط من أعين الجمهور ولكن بكثافة أكبر). لم يرغب هتلر في المخاطرة بأمر يحرجه علانية مرة أخرى، ونتيجة لذلك، صدر أمر شفهي بتنفيذ المحرقة شفويا. حتى لو كانت هناك أي حالات مكتوبة لهذا الأمر، لكان من شبه المؤكد أن دمرها النازيون عندما أدركوا أن هزيمتهم كانت حتمية.
حيث كان على النازيين توثيق القتل، كان Sonderbehandlung واحدًا من عدد من العبارات الملطفة المستخدمة. استخدم أطباء أكشن T4 " desinfiziert " (مطهر) لتوثيق غازات المرضى العقليين والمعاقين. كانت الخطة الفعلية لإبادة يهود أوروبا تسمى " Die Endlösung der Judenfrage " (الحل النهائي للمسألة اليهودية). تتضمن الكلمات الأخرى لوصف عمليات الإبادة ما يلي:
- " Evakuierung " (إخلاء)
- " Aussiedlung " (الطرد)
- «أومسيدلونغ» (إعادة التوطين)
- " Auflockerung " (ترقق - كما هو الحال في إزالة السكان من الحي اليهودي) [6]
- " Befriedungsaktion " (التهدئة)
- " Ausserordentliche Befriedungsaktion " أو " AB Aktion " (تهدئة خاصة)
- " Abwanderung " (بعد الترحيل)
- " Säuberung " (التطهير)
- " Sicherheitspolizeilich durchgearbeitet " (موجه أو عمل بطريقة تتوافق مع الشرطة الأمنية الألمانية)

خطابات بوزن التي أدلى بها هاينريش هيملر في أكتوبر 1943 هي أول وثائق معروفة تحدث فيها عضو رفيع المستوى في الحكومة النازية بشكل صريح عن ارتكاب المحرقة خلال الحرب. يذكر هيملر " Judenevakuierung " أو «إخلاء اليهود»، والذي يستخدمه بشكل مترادف مع إبادةهم. في إحدى النقاط في الخطاب، يقول هيملر: «القضاء على اليهود، الإبادة، نحن نقوم بذلك»، توقف لفترة وجيزة في منتصف «الإقصاء» (Ausschaltung) قبل الذهاب لقول «الإبادة» (Ausrottung). يمكن اعتبار تردده وسط قول «الإزالة» بمثابة فحص عقلي سريع لمعرفة ما إذا كان من المقبول استخدام مثل هذه الكلمات أمام جمهور معين أم لا. الجواب نعم: إنها أقدمية إس إس بشكل خاص. تمت مقارنة هذا بحادث آخر من التحقق الذاتي في الاتجاه المعاكس، حيث بدأ جوزيف غوبلز، في خطابه في الحرب الشاملة في 18 فبراير 1943، في قول "Ausrottung des Judentums" («إبادة اليهود») لكنه تحول إلى القول "Ausschaltung"، مع الأخذ في الاعتبار أنه يتحدث علانية للغاية. وصياغته الناتجة هي "Ausrott ... schaltung des Judentums"، والتي يمكن تشبيهها بـ «exterm ... القضاء» باللغة العربية.

## الاستخدام

هايدريش (يسار) مع كارل هيرمان فرانك في قلعة براغ في عام 1941

ظهر المصطلح لأول مرة في 20 سبتمبر 1939 في مرسوم أصدره رئيس الجستابو والشرطة الأمنية الألمانية إس إس- أوبر غروبن فوهرر راينهارد هايدريش لجميع أقسام شرطة الولاية:
" لتفادي أي سوء فهم، يرجى مراعاة ما يلي: ... يجب التمييز بين أولئك الذين يمكن التعامل معهم بالطريقة المعتادة وأولئك الذين يجب أن يعاملوا معاملة خاصة. تغطي الحالة الأخيرة الأشخاص الذين، بسبب طبيعتهم الأكثر اعتراضًا، وخطورتهم، أو قدرتهم على العمل كأدوات للدعاية للعدو، مناسبون للتخلص، دون احترام الأشخاص، من خلال المعاملة القاسية (أي الإعدام). 
ومع ذلك، فإن الاستخدام موجه ضد الألمان وليس اليهود (يتعلق بـ «مبادئ أمن الدولة الداخلي في الحرب»). ومع ذلك، سمح القانون بقتل أي شخص يرغب النظام. تحدد مذكرة مؤرخة بعد ستة أيام من اجتماع في إس إس-مكتب الأمن الرئيسي للرايخ Sonderbehandlung بـ«الإعدام» بعده بين قوسين. 
جاء في تقرير من الجبهة الشرقية بتاريخ 25 أكتوبر 1941، أنه «نظرًا لخطر الوباء الشديد، بدأ التصفية الكاملة لليهود من الحي اليهودي في فيتيبسك في 8 أكتوبر 1941. عدد اليهود الذين يجب تطبيق المعاملة الخاصة عليهم حوالي 3,000».  يشير مقتطف من مرسوم مؤرخ 20 فبراير 1942، من رشا وكتبه هيملر بشأن معاملة «العمال المدنيين الأجانب» إلى أنه في الحالات الصعبة بشكل خاص، يجب تقديم طلب إلى رشا للحصول على معاملة خاصة، مضيفًا أن «معاملة خاصة يحدث شنقا.»  في رسالة إلى RSHA، SS- هوبتستثرمفهرر تطلب هاينز Trühe إضافية شاحنات الغاز ل «... لنقل اليهود، والتي لابد من معالجتها بطريقة خاصة. .». كانت عربات الغاز عبارة عن مركبات تحتوي على مقصورة محكمة يتم فيها قفل الضحايا وضخ غاز العادم فيها، مما أدى إلى مقتل الضحايا مع الآثار المشتركة للتسمم بأول أكسيد الكربون والاختناق.

## قائمة المراجع
- فريدلاندر ، هنري (1997). أصول الإبادة الجماعية النازية: من القتل الرحيم إلى الحل النهائي . مطبعة جامعة نورث كارولينا. (ردمك 978-0-8078-4675-9) رقم ISBN   978-0-8078-4675-9
- غوتمان ، يسرائيل؛ بيرينباوم، مايكل (المحررين). (1994) تشريح معسكر الموت في أوشفيتز . مطبعة جامعة إنديانا. (ردمك 978-0-253-32684-3) رقم ISBN   978-0-253-32684-3
- كوجون، يوجين؛ لانجبين، هيرمان. (1994) القتل الجماعي النازي . مطبعة جامعة ييل (ردمك 978-0-300-05441-5)
- لانغ، بيريل (2003). الفعل والفكرة في الإبادة الجماعية النازية . مطبعة جامعة سيراكيوز. (ردمك 978-0-8156-2993-1) رقم ISBN   978-0-8156-2993-1
- لانجبين، هيرمان (2004). الناس في أوشفيتز . مطبعة جامعة نورث كارولينا. (ردمك 978-0-8078-2816-8) رقم ISBN   978-0-8078-2816-8
- بريساك، جان كلود (1989). أوشفيتز: تقنية وتشغيل غرف الغاز . نيويورك: مؤسسة بيت كلارسفيلد
- شيرمر ، مايكل؛ جروبمان، أليكس (2009). إنكار التاريخ: من قال إن المحرقة لم تحدث قط ولماذا يقولون ذلك؟ مطبعة جامعة كاليفورنيا (ردمك 978-0-520-26098-6)
- زيمرمان، جون سي. (2000). إنكار المحرقة: التركيبة السكانية والشهادات والأيديولوجيات . مطبعة جامعة أمريكا. (ردمك 978-0-7618-1821-2) رقم ISBN   978-0-7618-1821-2